# اليهودي التائه
اليهودي التائه شخصية خيالية عن رجل يهودي حكم عليه بالتجوال للأبد في الأرض عقابا له على ضربه للسيد المسيح. وفي أشهر قصة عنه كان اليهودي التائه إسكافياً يدعى أحشويرش رأى المسيح يرتاح وهو يحمل صليبه إلى المكان الذي صلب فيه في جبل الجلجلة، فضربه وأخبره بقسوة بأن يسرع بالذهاب إلى موته فرد عليه بأنه سيقف ويرتاح أما اليهودي سيبقى حتى يرجع المسيح، فظل اليهودي يهيم في الأرض منذ ذلك الحين بعد أن تاب وأصبح يتوق للموت.

## أصل الحكاية

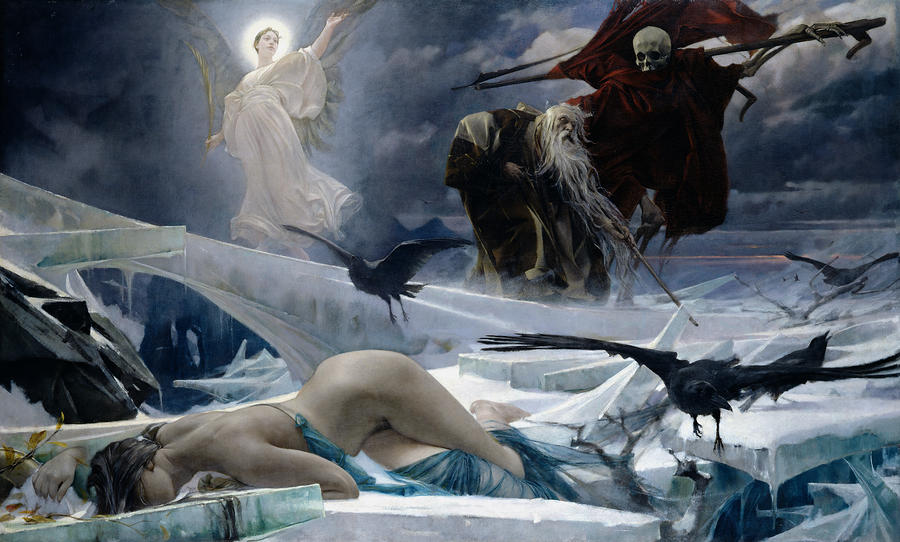
أحشويروش في نهاية العالم بريشة أدولف هيرمي هيرشل رسمها سنة 1888. تصور اليهودي التائه. اللوحة ضمن مجموعة خاصة.

أصل الحكاية يعود للقرن الثالث عشر وبإيمان المسيحيين أن اليهود ضلوا الطريق وأنهم تشتتوا في الأرض عقابا لهم على قتلهم للمسيح، ويظهر تأثير هذه القصة واضحاً على قصة أخرى هي الهولندي الطائر.
وترتبط هذه القصة أيضاً بأحداث ذكرت في القرآن الكريم، عندما طلب موسى من بني إسرائيل بأن يفتحوا معه بيت المقدس ويحرروه.. لكنهم أجابوه بالرفض التام، بل وقالوا له: اذهب أنت وربك - أو - أفتحها أنت وربك. فحكم عليهم الله جل جلاله بأن يتيهوا في الأرض أربعين سنة.
أول ذكر للقصة كان بقلم مؤرخ إنجليزي يدعى روجر أوف واندوفر في كتاب يدعى زهور التاريخ (باللاتينية: Flores historiarum) في سنة 1228 عن كبير أساقفة أرمني زار إنجلترا وسأله رهبان سانت ألبانز حول يوسف الرامي الذي يقال أنه تكلم مع السيد المسيح ويقال أنه ما زال حياً، فحكى كبير الأساقفة أنه رأى رجلاً كان يعمل بوابا لدى بيلاطس البنطي يدعى كارتافيلوس ضرب المسيح يوم صلبه وتم تعميده لاحقاً باسم يوسف وعاش صالحاً وتمنى أن يغفر له في النهاية.
ذكر ماثيوس الباريسي، في تكرار لمقطع وندوفر، بأن أرمنا آخرين أكدوا القصة عند زيارتهم لسانت ألبانز في عام 1252، واعتبرها برهاناً عظيماً على الدين المسيحي. كما ذكرت حكاية مماثلة في سجلات فيليب موسك (مات 1243). وهناك حكاية مشابهة لنفس القصة ذكرها غويدو بوناتي وهو فلكي اقتبس منه دانتي[بحاجة لمصدر]، ويدعو بطل الحكاية بضارب الرب (باللاتينية:  Butta Deus) (بالإيطالية: Giovanni Buttades) لأنه ضرب السيد المسيح. يقال بأنه ظهر بهذا الاسم في مودجيلو عام 1413 وفي بولونيا عام 1415 (في زي راهب فرانسيسكاني من النظام الثالث).
أعيد إحياء القصة عام 1602 م في كتيب ألماني ذكر فيه وصف ورواية قصيرة عن يهودي يدعى أحشويرش ويحكي أنه عام 1542 م التقى بولوس فون إتزن (وهو أسقف لوثري على شليزفيغ مات عام 1598 م) بيهودي عجوز ادعى أنه ضرب للمسيح يوم صلبه، وهذا الاعتقاد على الأغلب أتى من فكرة ظهرت أن المسيح الدجال سيأتي عام 1600 م وسيسانده اليهود. ترجم هذا الكتيب وبيع بسرعة في أوروبا البروتستانتية، ويظن أن كاتبه هو خريسوستوموس من وستفاليا وطبعه كريستوف كروتزر، ولكن لا يعرف أي كاتب أو ناشر بهذا الاسم في تلك الفترة. ويظن أن القصة بكاملها خرافة اختلقت لدعم الرأي البروتستانتي حول الشهادة المستمرة عن حقيقة الكتاب المقدس في شخص اليهودي الذي لا يموت كمواجهة للتقاليد البابوية للكنيسة الكاثوليكية.
هناك أسطورة كانت مستندة على إنجيل يوجنا 21:20 [بحاجة لمصدر] بأن التابع المحبوب من أتباع المسيح لن يموت قبل المجيء الثانيِ للمسيح؛ بينما أسطورة أخرى (تيار من القرن السادس عشرِ) أدانت مالخوس، الذي قطع بيتر أذنه في حديقة غيثسيماني (يوجنا 17:10) [بحاجة لمصدر]، بأنه سيتجول للأبد حتى المجيء الثاني. تزعم الأسطورة بأنه كان مداناً لسخريته من السيد المسيح. أدخلت هذه الأساطيرِ وجملة متى 16:28 مع أسطورة يوسف الرامي والكأس المقدسة، وأخذت الشكل الذي قدمه كل من روجر من ويندوفر وماثيو الباريسي. لكن لا شيء يظهر انتشار هذه القصة بين الناس قبل كتيب عام 1602، ومن الصعب أن نرى كيف أن كارتافيلوس هذا ساهم في انتشار أسطورةِ اليهودي التائه، حيث لم يكن يهودياً ولا متجولاً. كان مؤلف هذا الكتيب على اطلاع مباشر أو غير مباشر بالقصة كما تعامل معها ماثيو الباريسي، حيث أنه يعطي تقريباً نفس السجل. لكنه يعطي بطله اسما جديدا ويربط بين مصيره مباشرة مع جملة إنجيل متى 16:28.
لقيت القصة قبولاً وشعبية كبيرين، وظهرت ثمان إصدارات لهذا الكتيب وظهر الإصدار الرابع عشر قبل نهاية القرن، وترجم إلى الهولندية والفلمنكية بنجاح مساوي، وأصبحت مشهورة في إنكلترا قبل العام 1625، وكذلك ظهرت نسخ ساخرة في السويد والدنمارك، بينما ظهر في التشيك عندهم تعبير اليهودي الخالد، أي أنها ظهرت في كل الأماكن التي كان يوجد بها بروتستانت، بينما في جنوب أوروبا لا تظهر هذه الحكاية كثيراً، لكن رودولف بوتوريوس وهو أحد وكلاء البرلمان في باريس، تكلم باستخفاف عن الإيمان الشعبي بقصة اليهودي التائه في ألمانيا وإسبانيا وإيطاليا.

## المشاهدات
أدت شهرة الكتيب وترجماته إلى ظهور شهود قالوا أنهم رأوه في العديد من مناطق العالم المتحضرة، فبجانب اللقاء الأصلي بين الأسقف وأحشويرش عام 1542 ومرات أخرى عام 1575 وعام 1599 في فيينا، يقال أنه ظهر أيضاً في براغ (1602) ولوبيك (1603) وبافاريا (1604) وإيبر (1623) وبروكسل (1640) ولايبزغ (1642) وباريس (1644) وستامفورد (1658) وأستراخان (1672) وفرانكنشتاين (1678).
في القرن اللاحق قيل أنه ظهر في ميونخ (1721) وألتباخ (1766) وبروكسل (1774) ونيوكاسل (1790) وفي شوارع لندن بين أعوام (1818 – 1830) وحكى البعض أنهم رأوه في سولت ليك عام 1868 م وكان هذا آخر مكان يقال أنه شوهد فيه حيث قال أنه أحد المورمون ويدعى أوغريدي. ومن الصعب معرفة مدى خيالية القصة والمدى الذي قد يصل إلى إليه أحد المحتالين باستفادته من وجود الأسطورة.

## تحليل الأسطورة

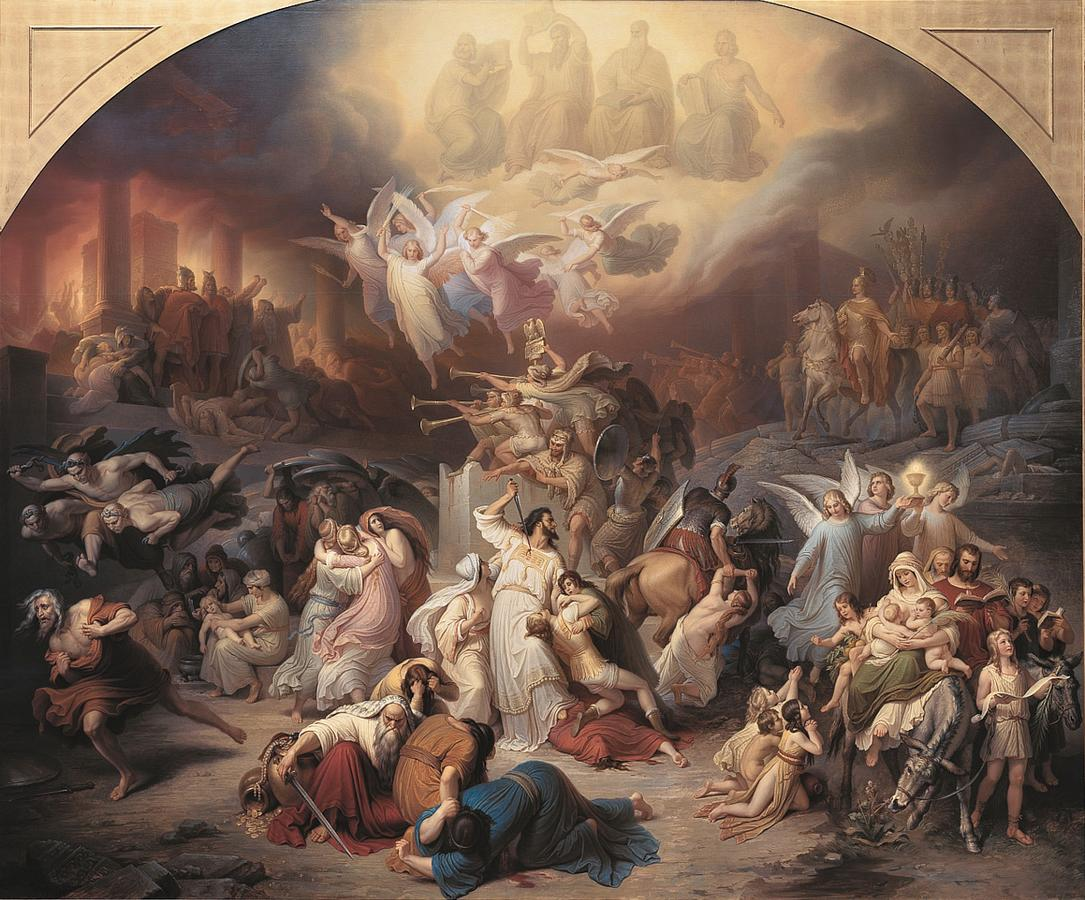
تدمير تيتوس لأورشليم

انتشرت هذه التقارير عن وجود اليهودي التائه الذي يحتفظ في ذاكرته بتاريخ صلب المسيح وشقت طريقها إلى مجموعة من الأساطير الألمانية في القرن التاسع عشر، والفكرتان اللتان جمعتا في قصة الهارب القلق قريب قابيل والتائه إلى الأبد فتتمثلان بشكل منفصل في الأسماءِ الحالية المعطاة إلى هذه الشخصية في البلدان المختلفة. وفي أكثر اللغات التيوتونية فالتركيز يمتد على الشخصية الملعونة وهي المعروفة بالأبدي، أَو اليهودي الأبدي (بالألمانية: Ewige Jude). في الأراضي التي تتكلم اللغات الرومانسية، فإنه يدعى باسم الجوال أو التائه (بالفرنسية: le Juif errant)‏ وهو ما يتبعه الشكل الإنجليزي، حيث من المحتمل أن يكون مشتقاً مباشرة من الفرنسية.
أما اسم هذا اليهودي فيتفاوت في النسخ المختلفة: الكتيب الأصلي يدعوه أهاسفر أو أحشويرش، وهذا ما اتبعته أغلب النسخ الأدبية، مع ذلك من الصعب تخيل أي يهودي أَن يتسمى باسم الملك الذي عادى اليهود في سفر إستر. وعندما ظهر في بروكسل كان اسمه إسحق لاكيديم، ويدل هذا على معرفة ناقصة بالعبرية في محاولة لتمثيل إسحق «من الكبير». استعملَ أليكساندر دوماس هذا العنوان أيضاً.
في الجاسوسِ التركي، اليهودي التائه يدعى بول ماران ويفترض بأنه عانى من الاضطهاد على يد محاكم التفتيش الإسبانية التي كانت تتعامل مع المارانوس (بالإسبانية: Marranos)‏ أو اليهود السريون في شبه الجزيرة الآيبيرية. في إشارات إلى الأسطورة في الكتابات الإسبانية، فاليهودي التائه يدعى خوان إسبيرا إن ديوس.
إن مصدر كل هذه التقارير شاهد عملية الصلب الذي يعيش للأبد من المحتمل أن يكون إنجيل متى 16:28 : «يكون البعض منهم يقفون هناك حيث لا يذوق حكيم طعم الموت حتى يرى ابن الإنسان يجيء إلى مملكته.»[بحاجة لمصدر] وبما أن المملكة لم تأت، فتم الافتراض بأنه لا بد أن يكون هناك أشخاص أحياء الآن كانوا حاضرين في زمن الصلب. هذه الكلمات في الحقيقة إقتبستْ من كتيبِ 1602.
حاول الباحث مونكيور دي. كونواي أن يربط بين أسطورة اليهودي التائه وكل سلسلة الأساطير التي تتعلق بالأبطال الخالدين مثل الملك آرثر، فريدريك الأول برباروسا، أهل الكهف، وتوماس الناظم، هذا دون ذكر ريب فان وينكل. فيذهب حتى على نحو إضافي للربط بين الأسطورة والفانين الذي يزورون الأرض، مثل ييما في ثقافة الفرس، و«قدامى من الأيامِ» في أسفار دانيال وإينوخ، ويربط بين الأسطورة والميل الكامل من القرون الوسطى لاعتبار اليهودي كشيء غريب وغامض. لكن كل هذه التفسيرات الأسطورية زائدة عن المطلوب، حيث أن الأسطورة الفعلية موضع السؤال يمكن تتبعها بالتأكيد إلى كتيب 1602. نفس الملاحظة تقدم إلى فهم حكاية الخضر.

## الأثر الأدبي

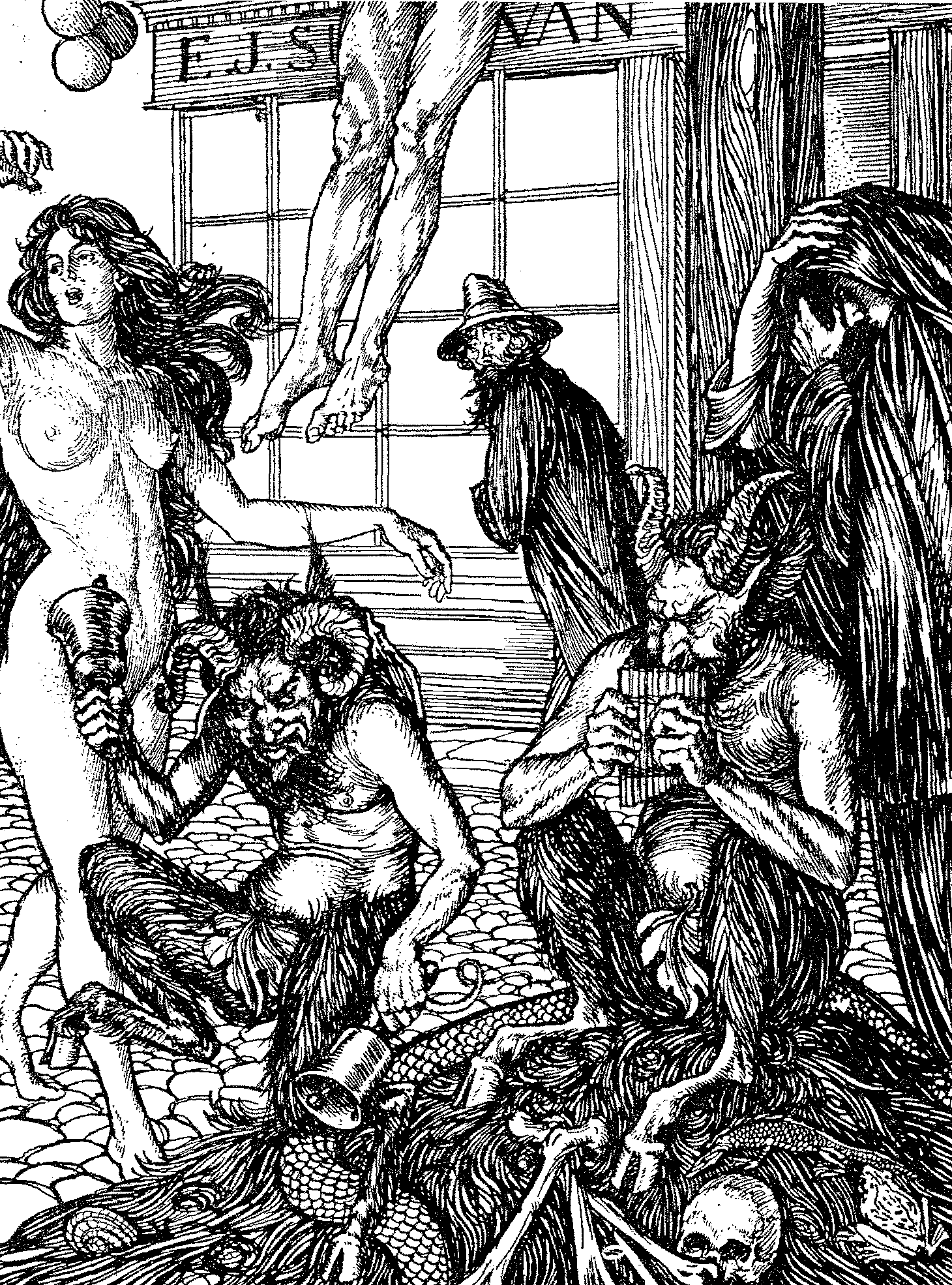
"فوضى الخلق"، رسم توضيحي يصور ديوجينيس تيوفيلسدروخ في شارع مونماوث

هذه التشكيلة من العقاب الأبدي بالتجول القلق جذب خيال عدد غير معدود من الكتاب في كل الألسن الأوروبية تقريباً. اعتبر اليهودي التائه كرمز يمثل رحلات وآلام شعبه. انجذب الألمان لهذه الأسطورة بشدة حيث أصبحت موضوعا لعدد من قصائد من قبل فرانز شوبرت، وشرايبر، ومولر، ونيكولاوس ليناو، وكاميسو، وشليغل، وموسن وكولر، ومن خلال هذا العدد الكبير من المهتمين بهذه الحكاية يمكن الرؤية بأنها كانت موضوعا مفضلا في المدرسة الرومانسية. ربما تَأثر هؤلاء بغوته، الذي في سيرته الذاتية، يصف بشكل مطول حبكة قصيدة نظمها عن اليهودي التائه. هناك قصائد أحدث أعدت عن الموضوعِ بالألمانية بقلم أدولف فيلبرانت وفريتز لينهارد وآخرين؛ وبالإنجليزية بقلم الشاعر الإسكتلندي روبرت وليامز بيوكانان، وبالهولندية بقلم هـ. هايرمانز.
هناك روايات ألمانية توجد أيضاً عن الموضوع بقلم فرانز هورن، وأوكلرز، ولاون وشوكينغ، وتراجيديات كلاينمان، وهاوسهوفر وزيدليتز. كتب سيغيسموند هيلر ثلاثة مقاطع من قصيدة طويلة عن رحلات أحشويرش، بينما هانز كريستيان أندرسن استقى منه حكاية «ملاك الشك.» بينما يصل روبرت هامرلينغ إلى إشراك شخصية نيرون مع اليهودي التائه. في فرنسا نشر إي. كوينيه ملحمة نثرية عن الموضوع في 1833، ويوجين سو في أحد أشهر أعماله اليهودي الضال (بالفرنسية: Le Juif errant)‏ (1844) يقدم اليهودي التائه في مقدمات أقسام الرواية المختلفة ويربط بينه وأسطورة هيروديا. في الأزمنة الحديثة، كان ما يزال الموضوع شعبيا برسوم غوستاف دور (1856) والموجودة لوحته في هذا المقال.
في إنجلترا، إضافة إلى الأغنية الشعبية في كتاب البقايا لبيرسي، قدم ويليام غودوين فكرة شاهد أبدي لمسار الحضارة في كتابه سانت ليون (1799)، ويقدم صهره برسي شيلي أحشويرش في قصيدته الملكة ماب. ومن المشكوك فيه المدى الذي وصل إليه جوناثان سويفت في استلهامه لشخصية سترالدبوغز الخالد من فكرة اليهودي التائه. وفي رواية سالاثييل لجورج كرولي والتي ظهرت بشكل مجهول في 1828، أعطى كرولي صياغة متقنة للأسطورة؛ وأعيد نشرها ثانية تحت عنوان انتظر حتى آتي.